# Джерман, Уилсон
Уилсон Рузвельт Джерман (21 января 1929, Сиборд, Северная Каролина, США — 16 мая 2020, Вудбридж, Вирджиния, США) —   дворецкий, который обслуживал 11 различных президентов США в Белом доме.

## Биография
Джерман родился в 1929 году в Сиборде, Северная Каролина в семье фермеров. В 12 лет он бросил школу, чтобы работать на ферме. В 1955 году он переехал в Вашингтон и работал поставщиком провизии, а затем был нанят уборщиком в Белый дом в 1957 году при администрации Дуайта Эйзенхауэра.
Джерман был повышен до должности дворецкого при Джоне Кеннеди и занимал эту должность до своей отставки в 1993 году при администрации Билла Клинтона. Он вернулся в Белый дом в 2003 году в администрации Джорджа Буша. Он работал метрдотелем и оператором лифта для Барака Обамы до его окончательного выхода на пенсию в 2012 году.
В ознаменование его 50 с лишним лет службы в Белом доме президент Обама подарил ему серию табличек с изображением всех 11 президентов, которым он служил. Первая леди Мишель Обама включила фотографию её и президента в лифте с Джерманом в её автобиографии «Становление».

## Смерть
Джерман скончался в возрасте 91 года 16 мая 2020 года от осложнений, вызванных COVID-19. У него остались четверо детей (пятый умер в 2011 году), а также 12 внуков и 18 правнуков. Его первая жена, Глэдис, умерла в 1966 году; Линдон Джонсон попросил своего личного врача лечить её до её смерти. Его вторая жена, Елена, умерла в 1990-х годах.